# Megaselia brevicostalis
Megaselia brevicostalis är en tvåvingeart som först beskrevs av Wood 1910.  Megaselia brevicostalis ingår i släktet Megaselia och familjen puckelflugor. Arten är reproducerande i Sverige. Inga underarter finns listade i Catalogue of Life.